# Raichur
För andra betydelser, se Raichur (olika betydelser).

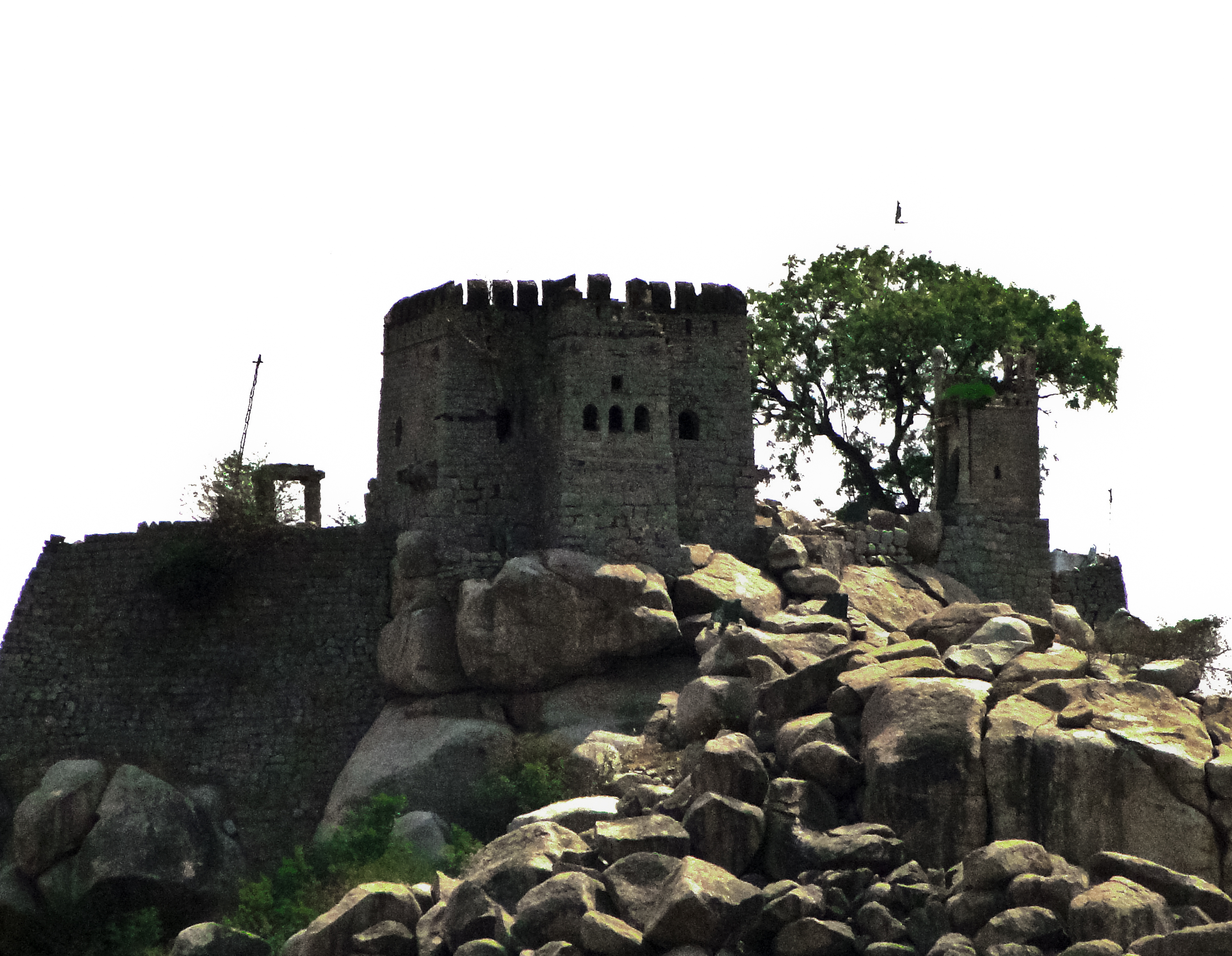
Fortet i Raichur.

Raichur är en stad i den indiska delstaten Karnataka och är centralort i ett distrikt med samma namn. Folkmängden uppgick till 234 073 invånare vid folkräkningen 2011. Raichur ligger cirka 40 mil från Bangalore. Fortet i Raichur uppfördes 1294.